# 中村吉治
中村 吉治（なかむら きちじ、1905年2月4日 - 1986年12月10日）は、日本の歴史学者。東北大学名誉教授。社会史・農民史および村落共同体に関する著書多数。

## 経歴
長野県上伊那郡朝日村平出（現在の辰野町）に生まれる。朝日尋常高等小学校、長野県諏訪中学校を経て、旧制第三高等学校に進学し、中村直勝の講義を聞き、歴史学に興味を持つ。1925年3月に同校文科丙類を卒業。京都帝国大学入学後、1926年、東京帝国大学文学部国史学科に再入学し、卒業論文「近世初期の農政」をまとめ、1929年3月に同大学文学部卒業。
1929年、東京大学史料編纂所に入所し、1933年3月まで勤めたのち、東北帝国大学法文学部助教授。1941年に同教授となり、1968年定年退官。東北大学名誉教授。同年、國學院大學経済学部教授、1981年退任。
1951年に「近世初期に於ける勧農について」により、東北大学から経済学博士の学位を授与される。

## 人物
皇国史観一色に染まった戦前・戦中の歴史学界にあって、小野武夫や古島敏雄などと雑誌「歴史学研究」「社会経済史学」などで、土一揆の研究や農民史の研究を発表し続けた。
同郷の先輩に社会学で有名な有賀喜左衛門がいたことや、柳田國男と親交があった関係で、民俗学や社会調査を取り入れた社会史研究はユニークである。

## 逸話
豚に歴史はありますか
中村が東京帝国大学時代、卒業論文の指導を受けに平泉澄助教授を訪ねた。その時のことを、後年、中村自身が「私は百姓の歴史をやるといったら、えらく怒られもしないけれど、蔑視されちゃった。百姓に歴史はありますかというわけだ。何ですかと詳しく聞こうとしたら、豚に歴史はありますかとたたみかけられて、それで次ということになった」と語った。この逸話は、後に『歴史手帖』などでも繰返し述べられ、広く知られるようになった。

## 著書
- 『武家の歴史』（岩波新書）1967
- 『日本社会史（新版）』（山川出版社）1970
- 『村落構造の史的分析』（御茶の水書房）
- 『中世農業史論』（山川出版社）
- 『土一揆研究』（校倉書房）
- 『大乗院寺社雑事記』（臨川書店）分担校訂
- 『近世初期農政史研究』（岩波書店）1948
- 『日本の村落共同体』（日本評論新社）1957
- 『家の歴史』（角川書店）1957　（農山漁村文化協会）1978
- 『社会史I』（山川出版社）1965
- 『日本の封建社会』（校倉書房）1979
- 『日本封建制の源流』（上・下）（刀水書房）1984

## 資料
- 東北大学史料館において「中村吉治文書」(論文原稿、研究ノート、学内行政関係等）が保存・公開されている[16]。